# Parafia św. Marii Magdaleny w Sompolnie
Parafia Świętej Marii Magdaleny w Sompolnie – rzymskokatolicka parafia położona w mieście Sompolno. Administracyjnie należy do diecezji włocławskiej (dekanat sompoleński).
Odpust parafialny odbywa się w święto Świętej Marii Magdaleny – 22 lipca.
Proboszcz
- ks. kanonik Mirosław Lament